# Медінаселі
Медінаселі (ісп. Medinaceli) — муніципалітет в Іспанії, у складі автономної спільноти Кастилія-і-Леон, у провінції Сорія. Населення — 813 осіб (2010).
Муніципалітет розташований на відстані близько 140 км на північний схід від Мадрида, 65 км на південь від Сорії.
На території муніципалітету розташовані такі населені пункти: (дані про населення за 2010 рік)
- Арбухуело: 10 осіб
- Аскамельяс: 11 осіб
- Бельтехар: 28 осіб
- Бенаміра: 8 осіб
- Блокона: 22 особи
- Естерас-де-Медінаселі: 28 осіб
- Фуенкальєнте-де-Медінаселі: 29 осіб
- Лодарес: 12 осіб
- Медінаселі: 564 особи
- Салінас-де-Медінаселі: 51 особа
- Торральба-дель-Мораль: 50 осіб

## Демографія
Динаміка населення (INE ):

## Галерея зображень

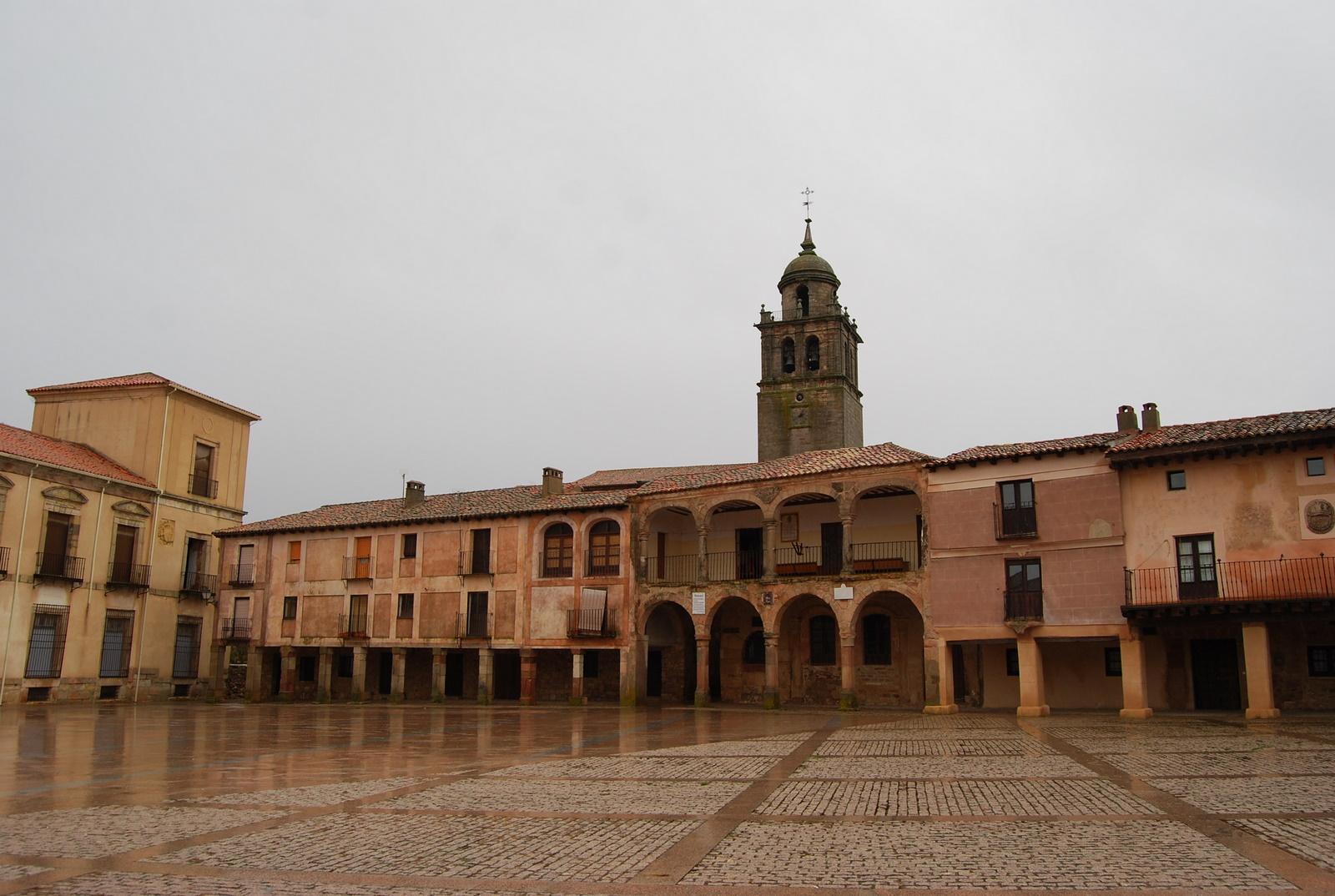
Центральна площа
Розташування муніципалітету Медінаселі
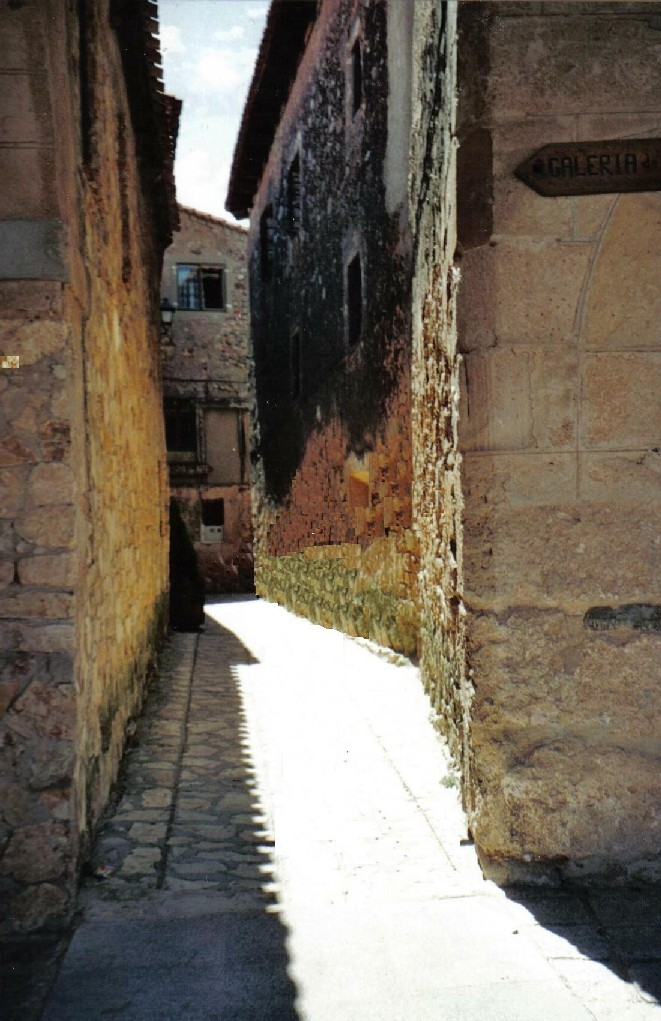
Медінаселі, типовий провулок